# 王淑贤
王淑贤（1937年—），北京人，中华人民共和国政治人物，中华全国妇女联合会原副主席，书记处书记，中共十三大代表，第五、七、八届全国人大代表，第九、十届全国政协委员。